# Ubikacja

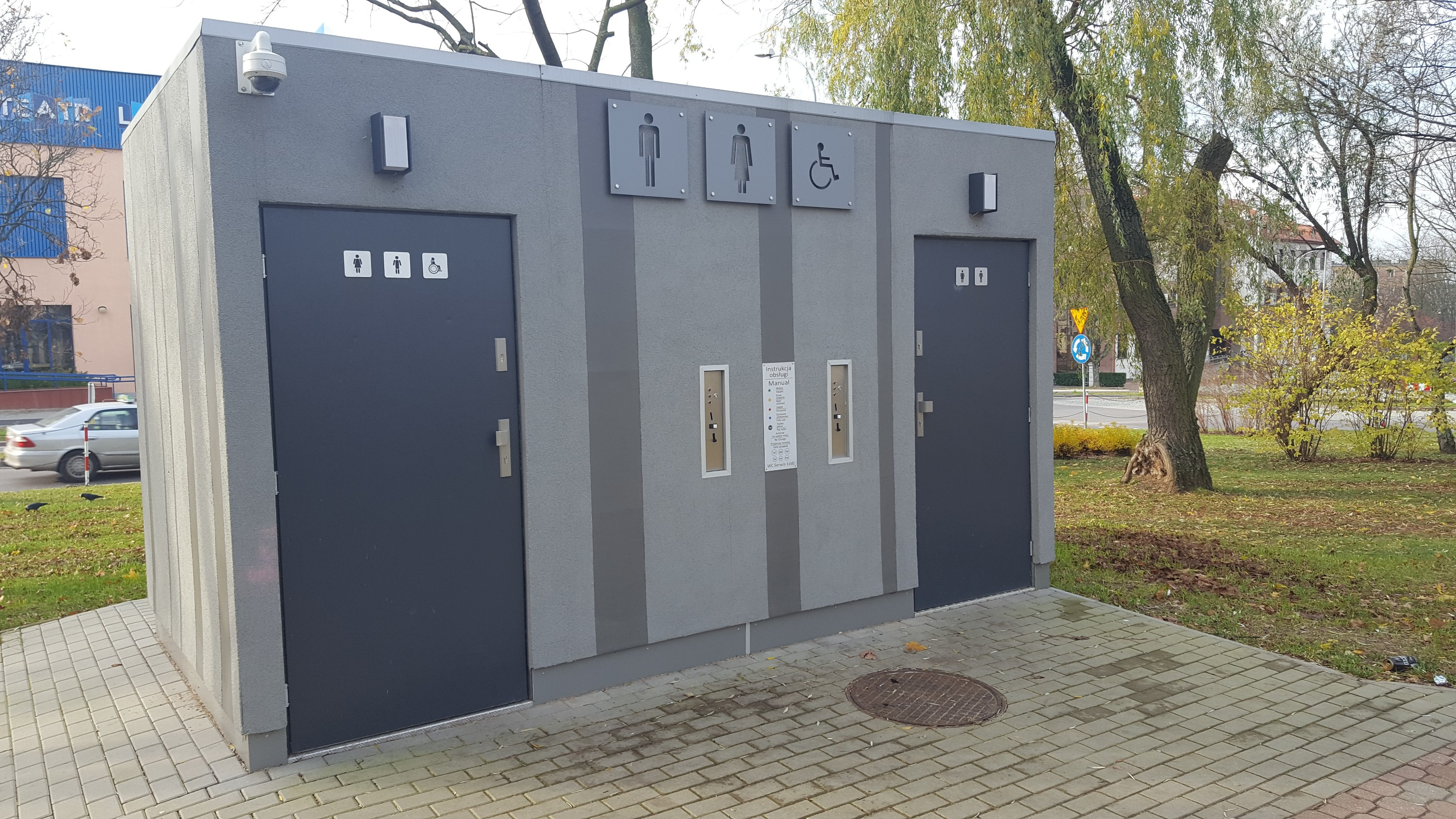
Toaleta publiczna w Łomży

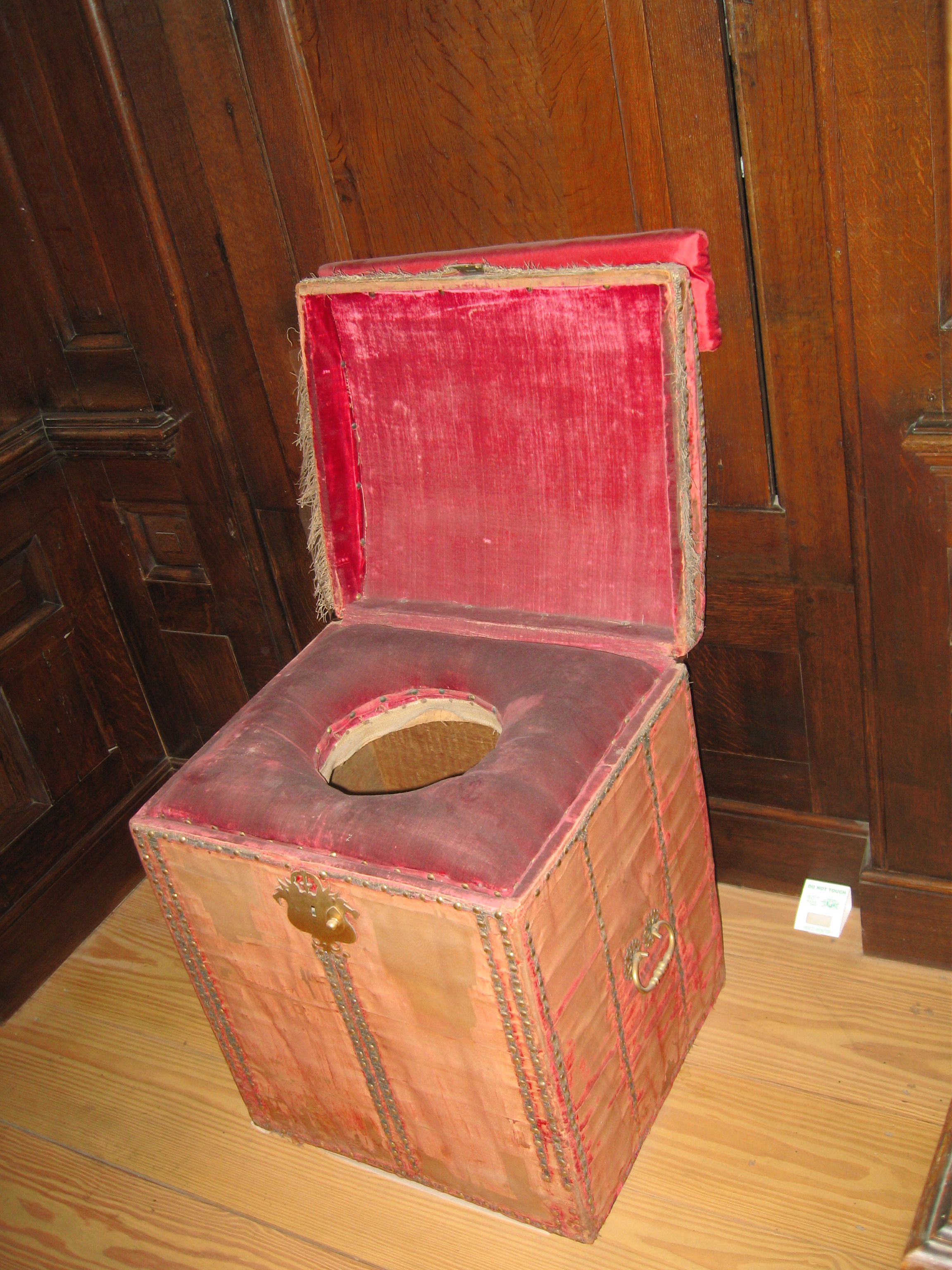
Toaleta królewska w Hampton Court Palace w Londynie

Ubikacja, toaleta, potocznie WC (ang. water closet) – pomieszczenie sanitarne, w którym człowiek załatwia swoje potrzeby fizjologiczne, jak: defekacja, mikcja (oddanie moczu) lub wymioty. W krajach rozwiniętych wchodzi w skład prawie każdego mieszkania jako osobne pomieszczenie lub jest częścią łazienki. W skład jego wyposażenia wchodzi: muszla klozetowa z deską sedesową, często osobna umywalka i – jeśli pomieszczenie jest dostatecznie obszerne – bidet.
Ubikacje mają różne standardy i różne działanie zależnie od kultury danego kraju, np. w niektórych krajach zdarza się, iż ze względu na małą średnicę rur kanalizacyjnych papier toaletowy zamiast być spłukiwanym musi być wyrzucany do specjalnych kubłów. W niektórych krajach istnieje zwyczaj montowania przy muszlach klozetowych dodatkowego urządzenia do jej spłukiwania oraz do obmywania krocza i odbytu.
Toalety dla niepełnosprawnych ruchowo – niezbędne jest również przystosowanie ubikacji do potrzeb osób z niepełnosprawnością. Polega to na zastosowaniu:
- większej przestrzeni manewrowej dla wózka inwalidzkiego (min. to kwadrat o boku 1,5 m)
- zastosowaniu odpowiednich poręczy, które montuje się: przy muszli WC, przy umywalce, pod prysznicem. Poręcze takie różnią się kształtem i wymiarami tak, aby toaletę jak najlepiej dostosować do potrzeb osób z niepełnosprawnością
- zastosowanie lustra uchylnego (pozwala na zmianę kąta nachylenia, dzięki czemu mogą się w nim przejrzeć osoby stojące lub poruszające się na wózkach inwalidzkich)
- zastosowanie baterii łazienkowych – polecane są baterie z dźwignią (wydłużony uchwyt) lub bezdotykowe
- zastosowanie akcesoriów do łazienki dla osób z niepełnosprawnością: szczotka WC z wydłużoną rączką, uchwyt na papier toaletowy[2].

Światowa Organizacja Toaletowa od roku 2001 propaguje obchodzenie 19 listopada Światowego Dnia Toalet.
Toalety dla dzieci – toalety dla dzieci występują głównie w żłobkach, przedszkolach i szkołach, ale udogodnienia dla najmłodszych pojawiają się także w toaletach publicznych, np. w centrach handlowych. Zastosowane w nich udogodnienia to przede wszystkim mniejsze muszle WC, niżej zamontowane umywalki lub podesty (schodki), które umożliwiają dzieciom korzystanie z umywalki dla dorosłych. W toaletach dla niemowląt (określanymi także jako: pokój z przewijakiem, pokój matki z dzieckiem) znajduje się przewijak dla niemowląt (przewijaki ścienne, przewijaki stojące).

## Ubikacja w polskiej kulturze masowej
- Utwór Wielka miłość do babci klozetowej wykonany przez grupę muzyczną Big Cyc
- „Publiczna prywatna toaleta” w polskim serialu komediowym „Świat według Kiepskich”
- napis „głupi kaowiec” w filmie Rejs
- postać „Króla Sedesów”, ojca Laski, jednego z bohaterów filmu „Chłopaki nie płaczą”.
- w jednej ze scen filmu Testosteron mężczyzna o nienagannych manierach grany przez Tomasza Kota pyta „Przepraszam, którędy do ubikatora?”
- Stand-up wykonywany przez Abelarda Gizę pt. „Publiczne toalety”[3].

## Unikod
W Unikodzie symbol ubikacji znajduje się pod kodami U+1F6BD 🚽 TOILET i U+1F6BE 🚾 WATER CLOSET.